# Мандрівець (видавництво)
«Мандріве́ць» — видавництво у Тернополі.

## Історія
1994 року в Тернополі як журнал гуманітарних студій засновано всеукраїнський науковий журнал «Мандрівець». А далі журнал започаткував однойменне видавництво.
Директор Б. Фенюк.
«Мандрівець» видає навчальну, навчально-методичну та довідкову літературу для учнів, учителів, методистів загальноосвітніх навчальних закладів, вихователів, педагогів і керівників дошкільних навчальних закладів, а також студентів і науковців.
Видавництво видавало журнал «Перехід-IV» (від 1999), для дітей молодшого шкільного віку — «Мандрівець-газету» (2001—2004); започаткувало культурологічний проєкт «Золота стежка», у рамках якого опубліковано низку видань, зокрема ілюстроване дослідження історії від найдавніших часів до 10 ст. «Українська нація» (2005), історичне дослідження «Наш український Крим» (2007; автор обох М. Гринчак — псевдонім Галичанець); друкує перекладену літературу (італійську — Умберто Еко «Як написати дипломну роботу»; німецьку — Р. Юнкер, З. Шерер «Еволюція»); розвиває тему арійської раси (І. Каганець «Пшениця без куколю», О. Мандзяк «Бойові традиції аріїв»).